# Operacja noworosyjsko-tamańska
Operacja noworosyjsko-tamańska – operacja strategiczna przeprowadzona przez wojska Armii Czerwonej między 9 września a 9 października 1943 roku na froncie wschodnim II wojny światowej w celu wyzwolenia spod okupacji państw Osi Noworosyjska i jego okolic oraz Półwyspu Tamańskiego. W wyniku operacji siły Frontu Północnokaukaskiego całkowicie wyzwoliły Kaukaz i dotarły do Cieśniny Kerczeńskiej. Sukces operacji pozwolił na przeprowadzenie desantu na Półwysep Kerczeński, co zostało wykonane 31 października 1943 roku.

## Podłoże
Po wyparciu Niemców z podnóża Kaukazu na początku 1943 roku w ich rękach pozostał tylko Półwysep Tamański. Rejon ten miał duże znaczenie dla całego frontu wschodniego. Panowanie niemieckie na półwyspie powodowało koncentrowanie dużych sił Armii Czerwonej. Znajdujące się na półwyspie i na Krymie lotniska pozwalały kontrolować znaczny obszar Kaukazu i Morza Czarnego. Porty w tym rejonie pozwalały na użycie niewielkich, ale zagrażających sił morskich państw Osi.
Dłuższa przerwa w działaniach pozwoliła osaczonej na półwyspie 17. Armii (dowódca gen. Erwin Jaenecke) na rozbudowę sił i umocnienie pozycji. Na początku września 1943 roku liczyła ona ponad 400 tys. żołnierzy, 2860 dział i moździerzy oraz co najmniej 100 czołgów i dział samobieżnych. W jej skład wchodziły 2 korpusy armijne, korpusy strzelców górskich i kawaleryjski – łącznie 9 dywizji piechoty, 3 dywizje strzelców górskich, 2 dywizje lekkie, dywizja kawalerii i polowa dywizja Luftwaffe. Wsparcie z powietrza zapewniało ok. 300 samolotów. Linia obrony, zwana Błękitną Linią, składała się z dwóch pasów o łącznej szerokości 20-25 km. Główną linię, o szerokości 5-7 km, stanowiły 3-4 pozycje chronione przez pola minowe i 3-6 rzędów zapór inżynieryjnych. Część pierwszej linii przebiegała wzdłuż rzek. 10-15 km z tyłu znajdowała się druga linia, a za nią jeszcze trzy rubieże obronne, łącznie ok. 60 km umocnień. Od północy użycie sprzętu uniemożliwiały bagna, a od południa – górzysty teren. Także brzeg morski nie sprzyjał wysadzaniu wojsk. Atak był możliwy tylko na solidnie umocnionym odcinku o długości 32 km.
Ogólna sytuacja na froncie po serii zwycięstw Armii Czerwonej spowodowała, że na początku września 1943 roku Hitler zaczął rozpatrywać możliwość wycofania 17. Armii. W związku z tym 10 września taka decyzja została podpisana. Termin i sposób ewakuacji nie były jeszcze ostatecznie ustalone więc możliwości obronne 17. Armii pozostały bez zmian. O planach tych bardzo szybko dowiedziała się strona przeciwna, co by wskazywało na rozpracowanie tajemnicy Enigmy. Dowództwo Armii Czerwonej postanowiło wykorzystać sytuację i zniszczyć zaprawione w bojach oddziały, żeby nie mogły wziąć udziału w obronie Krymu. 
Zadanie pokonania Niemców na półwyspie wyznaczono Frontowi Północnokaukaskiemu dowodzonego przez gen. Iwana Pietrowa. Składał się on z czterech armii – 9., 18., 56. i 58. – wspieranych z powietrzna przez 4. Armię Lotniczą. Siły frontu liczyły 317 421 żołnierzy, 4435 dział i moździerzy, 314 czołgów i dział samobieżnych oraz 599 samolotów. Głównym celem jego ofensywy był rejon Noworosyjska, który mimo licznych umocnień uważano za możliwy do wyzwolenia. Dodatkowo powodzenie natarcia umożliwiało oskrzydlenie głównego pasa obrony Błękitnej Linii i wyjście na tyły 17. Armii. Liczono także na efekt zaskoczenia. Niemcy zamieniając miasto w twierdzę, nie spodziewali się ataku. Jednocześnie w tym rejonie można było wykorzystać ciężką artylerię okrętów Floty Czarnomorskiej do bezpośredniego wsparcia desantu. Atak miały przeprowadzić dwie armie. 18. Armia razem z flotą miała uderzyć na Noworosyjsk, a następnie posuwać się w kierunku miast Wierchni Bakański i Anapa. Zadaniem 56. Armii było natarcie z rejonu Krymska w kierunku miast Gładkowskaja i Gostaliewska.

## Przebieg operacji
Rozpoczęcie działań Armii Czerwonej nastąpiło w nocy z 9 na 10 września 1943 roku, kiedy wysadzono desant bezpośrednio w porcie w Noworosyjsku i na brzegach zatoki. Grupa desantowa liczyła 6480 żołnierzy, 41 dział, 147 moździerzy i 53 ckm-y. Wykorzystując dymy po bombardowaniu jako osłonę, kutry torpedowe przerwały zapory przy wejściu do portu i zapewniały wsparcie ogniowe. Jednocześnie inne kutry wdarły się do portu i rozpoczęły wysadzanie drugiej grupy desantu. Pomimo silnego ognia artylerii po 20 minutach na lądzie było już 800 żołnierzy, którzy natychmiast przystąpili do zajmowania budynków wokół portu. Zaraz po nich do portu weszły dwie kolejne fale jednostek desantowych. Trzecia z nich wysadziła 1247 żołnierzy i ciężką broń, w tym działa, natomiast pierwsza grupa utknęła pod ogniem niemieckiej artylerii i przystąpiła do akcji z dużym opóźnieniem. Jednocześnie z desantem rozpoczął się atak na cementownię "Oktiabr". Tego rejonu bronili rumuńscy strzelcy górscy, którzy do przerwania frontu nie dopuścili. Sytuacja desantu w ciągu dnia stała się bardzo trudna i groziło mu zniszczenie. W związku z tym następnej nocy wysadzono kolejny desant, który umożliwił zajęcie cementowni i połączenie się z częścią oddziałów w mieście. W ciągu dnia 56. Armia na całym swoim odcinku prowadziła rozpoznanie bojem, a 9. Armia rozpoczęła natarcie na Krasnyj Oktiabr. Utrudniło to Niemcom przerzucenie rezerw do Noworosyjska. 12 września obie strony skierowały do tego miasta nowe oddziały. Niemcy wprowadzili dwie dywizje piechoty, a Rosjanie dywizję strzelecką, a także brygadę pancerną zdobywając przewagę. Następnego dnia 55. Gwardyjska Dywizja Strzelecka i 5. Gwardyjska Brygada Pancerna wsparte przez pułk dział samobieżnych SU-152 przełamały obronę i zaczęły się posuwać w kierunku Cemdoliny. Także oddziały z przyczółka koło Myschaka przełamały pozycje Niemców i Rumunów.
Rankiem 14 września 56. Armia po przygotowaniu artyleryjskim rozpoczęła natarcie w trzech kierunkach, na Kijewskoje, Mołdawańskoje i Niżnie Bakański. W takiej sytuacji następnego dnia obrona Noworosyjska załamała się i rano 16 września miasto i port zostały wyzwolone przez oddziały Armii Czerwonej. Rozpoczęło się natarcie na całej linii frontu, od Morza Azowskiego do Morza Czarnego. Już 19 września oddziały 56. Armii doszły do rubieży między stanicami Warenikowskaja i Gostagajewskaja, a 18. Armia ruszyła w kierunku Anapy. Anapa została wyzwolona 21 września, po tym jak Rosjanie przeprowadzili jednoczesny atak czołgów z lądu i desant z morza. Oddziały 56. Armii, obchodząc od południa i północy Gostagajewską, doszły 24 września do Zalewu Witjazewskiego, spychając przeciwnika za rzekę Stary Kubań. W tym czasie Niemcy próbowali utworzyć nową linię obrony między zalewami Achtanizowskim i Kiziłtaszskim. Na południu oddziały 18. Armii obeszły z dwóch stron Zalew Witjazewski i podeszły do osady Błagowieszczeńska, wyzwalając ją 26 września. Tego dnia wysadzono desant w rejonie jeziora Solienoje, a następnego dnia desant został wzmocniony z zamiarem wyzwolenia miasta Tamań. Mimo silnego oporu miasto i port skapitulowały 3 października.
Na północy oddziały 9. Armii 26 września podeszły do Temriuka, a jednocześnie desanty morskie na zachód i północ od tego miasta przecięły drogi odwrotu. Następnego dnia rano miasto zostało wyzwolone. Kolejną linię obrony Niemcy zorganizowali siłami pięciu dywizji na liczącym 25 km odcinku między osadami Gołubickaja i Starotitarowskaja a Zalewem Kiziłtaszsmik. W tym czasie trwała już ewakuacja wojsk na Krym przy użyciu wszystkich możliwych środków pływających. Nowa linia obrony została przełamana 2 października i mimo silnych kontrataków oddziały 56. Armii wyzwoliły osadę Starotitarowskaja. Dwa dni później wyzwoliły one osadę Wyszestiebińskaja i wyszły na tyły wojsk niemieckich, zmuszając je do wycofania się w rejon osady Kuczugury, którą wyzwolono 8 października. Wówczas ostatni punkt oporu stanowił półwysep Czuszka. Rano następnego dnia i ten punkt oraz półwysep Tuzla zostały wyzwolone. Cały Półwysep Tamański został wyzwolony przez Armię Czerwoną.